# Pimpingos (distrito)
Pimpingos é um distrito do Peru, departamento de Cajamarca, localizada na província de Cutervo.

## Transporte
O distrito de Pimpingos é servido pela seguinte rodovia:
- PE-3ND, que liga a cidade ao distrito de Cutervo
- PE-4C, que liga a cidade de Choros ao distrito de Santa Cruz[1][2][3]